# GLAY ROCK AROUND THE WORLD 2010-2011 LIVE IN SAITAMA SUPER ARENA -SPECIAL EDITION-
『GLAY ROCK AROUND THE WORLD 2010-2011 LIVE IN SAITAMA SUPER ARENA -SPECIAL EDITION-』（グレイ ロック アラウンド ザ ワールド 2010-2011 ライブ イン サイタマスーパーアリーナ -スペシャル エディション-）はGLAYが2011年5月25日にリリースしたライブDVD。

## 概要
- 2010年から2011年にかけて行われたツアー『GLAY LIVE TOUR 2010-2011 ROCK AROUND THE WORLD』の最終日、2011年2月6日にさいたまスーパーアリーナで行われたライブが収録されている。
- DVDとBlu-ray Discの2形態で発売。GLAYがBlu-ray作品を発売するのは初めてである。
- Blu-rayには、DVDには収録されていない特典映像が収録。
- GLAY OFFICIAL SHOPで購入すると、特典DVD「LP TAKURO 徹夜編集 おすそわけDVD 他言無用」が付いてきた（現在は付かない）。
- 発売初週でDVDは1.7万枚、Blu-rayは1.9万枚を売り上げ、2011年6月6日付オリコン週間音楽ランキングで同時2冠を達成した。総合でもDVD第2位、Blu-ray第3位になる[1]。

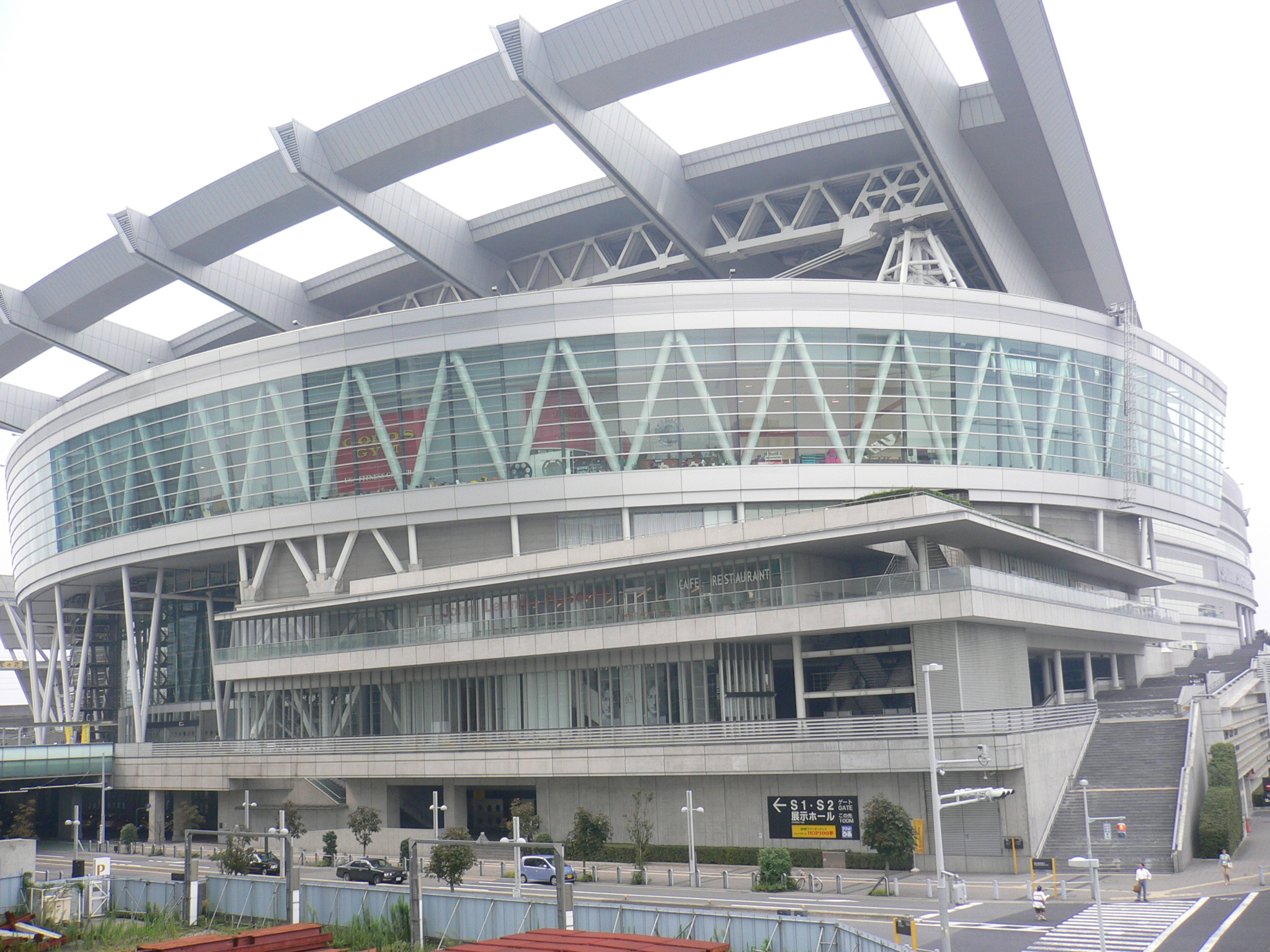
会場となったさいたまスーパーアリーナ（2005年9月撮影）

## 収録曲
1. シキナ
2. 汚れなきSEASON
3. ビリビリクラッシュメン
4. WASTED TIME
5. Cynical
6. 口唇
7. 遥か…
8. Precious
9. 風にひとり
10. AMERICAN INNOVATION
11. 週末のBaby talk
12. Apologize
13. 時の雫
14. Satellite of love
15. FAME IS DEAD
16. 誘惑
17. 彼女の“Modern…”
18. GREAT VACATION
19. Chelsea
20. 月の夜に
21. SHUTTER SPEEDSのテーマ
22. ピーク果てしなく ソウル限りなく
23. ACID HEAD
24. BELOVED

- 映像特典（DVD、Blu-ray共通）

Document of “ROCK AROUND THE WORLD”

- 映像特典（Blu-rayのみ）

マルチアングル『FAME IS DEAD』『汚れなきSEASON』
『ホワイトロード』2010.12.25 北海きたえーる
『FAME IS DEAD』 Director's Cut